# Ideopsis ardana
Ideopsis ardana är en fjärilsart som beskrevs av Hans Fruhstorfer 1910. Ideopsis ardana ingår i släktet Ideopsis och familjen praktfjärilar. Inga underarter finns listade i Catalogue of Life.